# Julia Stegner
 (mars 2023).
Si vous disposez d'ouvrages ou d'articles de référence ou si vous connaissez des sites web de qualité traitant du thème abordé ici, merci de compléter l'article en donnant les références utiles à sa vérifiabilité et en les liant à la section « Notes et références ».
Julia Stegner (née le 2 novembre 1984 à Munich) est une mannequin allemande.
Au cours de sa carrière, elle pose pour des marques de mode telles que Hugo Boss, Chanel ou Massimo Dutti.

## Biographie

### Enfance
Julia Stegner est la fille du directeur de la société américaine LSI Corporation. Elle est élevée aux côtés de sa sœur aînée, dans une famille aimante, entourée de nombreux chiens.[réf. nécessaire]
Passionnée par la danse et le basket, elle est durant sept ans modèle enfant et fait des apparitions dans des catalogues pour enfants.
Elle est découverte à son 15e anniversaire par l'agence Louisa Models, lors d'une fête scolaire.
Par la suite, elle abandonne ses projets d'études en comptabilité et s'installe à Paris afin de commencer une carrière dans le mannequinat.

### Carrière
Julia Stegner fait ses premiers pas dans la mode en 2002. Elle signe ensuite avec l’agence Supreme Management et pose pour la première fois en couverture de magazine Elle français. Elle ouvre le défilé Yves Saint Laurent durant la fashion week parisienne Automne/hiver 2002.
A l’âge de dix-neuf ans, Julia Stegner connaît un véritable succès et obtient sa première campagne de pub pour la marque Sportmax. Elle est alors choisie pour représenter le parfum Femme de la marque Hugo Boss, puis de la version Essence de Femme en 2008.
En 2005, Julia Stegner pose pour Chloé et défile pour Gucci, Versace et Valentino. Selon une étude d'évaluation des marques de la société BBDO Consulting, elle se place en deuxième position dans la liste des mannequins mondiaux qui rapportent le plus, derrière Karolina Kurkova et devant ses collègues allemandes Heidi Klum et Claudia Schiffer, qui sont arrivées respectivement en troisième et onzième position.
Elle défile pour la marque américaine de lingerie Victoria's Secret de 2005 à 2011. Elle pose aussi régulièrement pour leurs publicités, et est apparue dans leur catalogue de l'automne / hiver 2008.
En 2007, elle pose pour Costume National.
En 2008, elle fait la publicité de Tod's, Tiffany & Co., Massimo Dutti et Gianfranco Ferré. Depuis cette année-là, elle est l'égérie de la marque de cosmétiques Maybelline. Elle apparaît ainsi dans plusieurs de leurs publicités. Elle pose pour leurs calendriers 2012 et 2014.
En 2010, ses publicités incluent Mercedes-Benz, Trussardi (it) et H&M.
En 2011, elle pose pour Jones New York, dont elle devient l'égérie, et Plein Sud.
En 2012, elle représente le parfum CH de Carolina Herrera et pose pour des publicités de Bally, Kenneth Cole, Reserved, Banana Republic et Coach.
En 2013, Filippa K (sv) et J. Brian Atwood (en) la choisissent pour leurs publicités. Elle participe au projet DIY de Rag & Bone (en). Elle est, selon le site web models.com, classée 18e dans la liste des mannequins les mieux payés au monde.
En 2014, elle pose pour Chloé et Escada.

### Couvertures de magazines
Durant sa carrière, le mannequin est apparue en couverture de nombreux magazines de mode :
- Elle France, décembre 2002[5]
- Vogue Deutschland, janvier 2008
- W Korea, septembre 2008
- Numéro Tokyo, novembre 2008
- Vogue España, novembre 2008
- Elle France, novembre 2008
- Vogue Deutschland, décembre 2008
- Amica Germany, mai 2009
- Vogue Deutschland, juillet 2009
- Vogue España, novembre 2009
- Tush, mai 2010
- Vogue Turkey, octobre 2010[n 1]
- Vogue Deutschland, mai 2011
- Zoo, juin 2011
- Vogue Mexico, octobre 2011
- Grazia Germany, septembre 2013
- Vogue Deutschland, décembre 2013